# Josef von Seilern und Aspang
Josef Karl Franz Maria Johann Nepomuk Graf von Seilern und Aspang (* 25. November 1883 auf Schloss Lešná bei Zlín, Mähren; † 18. August 1939 ebenda), manchmal auch nur als Josef Seilern bekannt, war ein österreichischer Ornithologe und Oologe.

## Leben
Graf Seilern war der Besitzer der Güter Lukov und Kralic sowie des Jagdschlosses Litschau in Niederösterreich (Denkmallisteneintrag). Nach dem Schulbesuch in Kalksburg und Kremsier studierte er von 1907 bis 1908 Landwirtschaft in Hohenheim und 1909 in München. Bereits als Kind sammelte er auf dem Familienbesitz Eier und Nester und, bedingt durch seine Besuche im väterlichen Jagdhaus am Neusiedler See war er auch mit der Avifauna des Sees vertraut. Nach dem Tod von Maximilian Kuschel (1851–1909) wurde Josef Graf von Seilern und Aspang von Adolph Nehrkorn dazu veranlasst, 9.000 Eier aus Kuschels zweiter Sammlung zu erwerben. Seilern war vornehmlich an der neotropischen Avifauna interessiert. In Verbindung mit den Bayerischen Staatssammlungen München sandte er Sammler in verschiedene Regionen Südamerikas. Die Ergebnisse dieser Expeditionen veröffentlichte er teilweise in Zusammenarbeit mit seinem Freund Carl Eduard Hellmayr. 1911 wurde er Mitglied der Deutschen Ornithologen-Gesellschaft. Seilern unternahm mehrere Reisen. Die ersten führten ihn nach Korsika und Spitzbergen, eine weitere 1909 nach Japan und ab 1929 nahm er an zwei Weltreisen teil. Neben der eigenen reichen Ausbeute brachte Seilerns Hauptpräparator Richard Homberg Bälge und Eier von seinen Expeditionen nach Mallorca, Albanien und Rhodos mit und trug somit erheblich zur Vergrößerung der Sammlung auf Schloss Lešná bei. 1939 besaß Seilern mit 42.000 Eiern von 3.200 Arten und 25.000 Bälgen eine der größten Privatsammlungen in Europa. Sie stammte aus der Nearktis, der Paläarktis und der Neotropis und beinhaltete insbesondere Kolibris oder neuentdeckte Taxa. Nicht weniger umfangreich war die Ausstellung der heimischen Vogelfauna, die in einem separaten Gebäude untergebracht und für die Öffentlichkeit zugänglich war. In seinem Schlosspark züchtete er Jagdfasane, verschiedene Hirscharten und Emus. 1986 wurde Seilerns Sammlung vom Naturhistorischen Museum Wien erworben. Als Autor veröffentlichte Seilern nur wenige Schriften, darunter die „Beiträge zur Ornithologie von Venezuela“ und „Bemerkungen über die Vögel von Südostperu“. Ferner beschrieb Josef Graf Seilern neben einigen Unterarten den Scharlachkopf-Bartvogel (Eubucco tucinkae) und den Schwarzschopf-Ameisenvogel (Percnostola lophotes).

## Dedikationennamen und Ehrungen
1917 ehrten Ernst Hartert und Arthur Thomas Goodson Seilern im Epitheton der Unterart Dendrocolaptes picumnus seilerni des Dunkelschnabel-Baumsteigers (Dendrocolaptes picumnus). Emil Hachler (1910–1996) beschrieb 1952 Emberiza schoeniclus seilerni, ein Synonym für die Nominatform der Rohrammer und  Moriz Sassi (1880–1967) im Jahr 1937 Troglodytes troglodytes seilerni, ein Synonym für eine Unterart des Zaunkönigs (Troglodytes troglodytes cypriotes (Bate, 1903)). In Litschau ist eine Straße nach ihm benannt.